# Amt Trebbin (1992–2003)
Das Amt Trebbin war ein 1992 gebildetes Amt in Brandenburg, in dem sich dreizehn Gemeinden in den damaligen Kreisen Luckenwalde und Zossen (seit 1993 Landkreis Teltow-Fläming, Brandenburg) zu einem Verwaltungsverbund zusammengeschlossen hatten. Amtssitz war in der Stadt Trebbin. Das Amt wurde 2003 wieder aufgelöst, die amtsangehörigen Gemeinden wurden in die Stadt Trebbin eingegliedert. Es hatte zuletzt (Ende 2002) insgesamt 9174 Einwohnern.

## Geographische Lage
Das Amt Trebbin grenzte im Norden an die Ämter Rehbrücke und Ludwigsfelde-Land, im Osten an das Amt Zossen und das Amt Am Mellensee, im Süden an das Amt Nuthe-Urstromtal und im Westen an die Ämter Beelitz und Michendorf.

### Geschichte
Bereits Mitte der 1970er Jahre erfolgte die Gründung des Gemeindeverbandes Trebbin mit den Gemeinden Blankensee, Christinendorf, Glau, Klein Schulzendorf, Kliestow, Löwendorf, Lüdersdorf Schönhagen, Stangenhagen, Wiesenhagen und der Stadt Trebbin. Am 19. Mai 1992 erteilte der Minister des Innern seine Zustimmung zur Bildung des Amtes Trebbin mit Sitz in der Stadt Trebbin. Die Bildung des Amtes kam mit der Veröffentlichung der Bekanntmachung am 15. Juni 1992 zustande. Zum Zeitpunkt der Gründung umfasste das Amt folgende Gemeinden im damaligen Kreis Luckenwalde:
1. Blankensee
2. Christinendorf
3. Glau
4. Großbeuthen
5. Kleinschulzendorf (recte Klein Schulzendorf)
6. Kliestow
7. Lüdersdorf
8. Märkisch Wilmersdorf
9. Schönhagen
10. Stangenhagen
11. Thyrow
12. Wiesenhagen und die Stadt
13. Trebbin.

Zum Zeitpunkt der Gründung (Stichtag: 31. Dezember 1992) hatte das Amt 8077 Einwohner.
Zum 31. Dezember 1997 bildeten die Gemeinden Christinendorf, Groß Beuthen, Märkisch Wilmersdorf und Thyrow die neue Gemeinde Thyrow. Zum selben Zeitpunkt schlossen sich die Gemeinden Glau, Kliestow, Wiesenhagen und die Stadt Trebbin zur neuen Stadt Trebbin zusammen. Zum 27. September 1998 schlossen sich der Stadt Trebbin die Gemeinden Stangenhagen, Blankensee und Klein Schulzendorf an. Ab dem 27. September 1998 bediente sich das Amt Trebbin zum Erfüllen seiner Aufgaben der Verwaltung der Stadt Trebbin. Zum 26. Oktober 2003 wurden schließlich die Gemeinden Lüdersdorf, Schönhagen und Thyrow per Gesetz in die Stadt Trebbin eingegliedert, das Amt Trebbin wurde aufgelöst und die Stadt Trebbin amtsfrei. Die Gemeinde Thyrow erhob 2004 vor dem brandenburgischen Verfassungsgericht kommunale Verfassungsbeschwerde gegen ihre gesetzlich verordnete Eingliederung in die Stadt Trebbin, die jedoch zurückgewiesen wurde.

## Amtsdirektor
1995 war Frau Behm stellv. Amtsdirektorin. Letzter Amtsdirektor des Amtes Trebbin war Thomas Berger, der zugleich auch Bürgermeister von Trebbin war.

## Belege
1. 1 2  
Quelle für die Einwohnerzahlen der Stadt ist das Historische Gemeindeverzeichnis des Amtes für Statistik Berlin-Brandenburg, 2005 PDF
2. ↑  
Bildung des Amtes Trebbin. Bekanntmachung des Ministers des Innern vom 13. Mai 1992. Amtsblatt für Brandenburg - Gemeinsames Ministerialblatt für das Land Brandenburg, 3. Jahrgang, Nummer 38, 15. Juni 1992, S. 744.
3. ↑  
Zusammenschluss der Gemeinden Christinendorf, Groß Beuthen, Märkisch Wilmersdorf und Thyrow (Amt Trebbin) zu der neuen Gemeinde Thyrow. Bekanntmachung des Ministeriums des Innern vom 23. Dezember 1997. Amtsblatt für Brandenburg Gemeinsames Ministerialblatt für das Land Brandenburg, 9. Jahrgang, Nummer 2, 17. Januar 1998, S. 26.
4. ↑  
Zusammenschluss der Gemeinden Glau, Kliestow, Wiesenhagen und der Stadt Trebbin (Amt Trebbin) zu einer neuen Stadt Trebbin. Bekanntmachung des Ministeriums des Innern vom 23. Dezember 1997. Amtsblatt für Brandenburg Gemeinsames Ministerialblatt für das Land Brandenburg, 9. Jahrgang, Nummer 2, 17. Januar 1998, S. 26.
5. ↑  
Bildung einer neuen Gemeinde aus den Gemeinden Stangenhagen, Blankensee, Klein Schulzendorf, und der Stadt Trebbin. Bekanntmachung des Ministeriums des Innern vom 18. Mai 1998. Amtsblatt für Brandenburg - Gemeinsames Ministerialblatt für das Land Brandenburg, 9. Jahrgang, Nummer 22, 11. Juni 1998, S. 506.
6. ↑  
Änderung der Vereinbarung für die Bildung des Amtes Trebbin. Bekanntmachung des Ministeriums des Innern vom 14. Juli 1998. Amtsblatt für Brandenburg - Gemeinsames Ministerialblatt für das Land Brandenburg, 9. Jahrgang, Nummer 32, 14. August 1998, S. 714.
7. ↑  
Viertes Gesetz zur landesweiten Gemeindegebietsreform betreffend die Landkreise Havelland, Potsdam-Mittelmark, Teltow-Fläming (4.GemGebRefGBbg) vom 24. März 2003
8. ↑  Kommunales Verfassungsbeschwerdeverfahren der Gemeinde Thyrow wegen der Eingemeindung in die Stadt Trebbin VfGBbg: 204/03 Beschluss vom: 18.11.2004 S-Nr.: 1338 (Memento vom 22. Februar 2014 im Internet Archive)
9. ↑  Sanierungssatzung des Amtes Trebbin von 1995 PDF (Memento vom 22. Februar 2014 im Internet Archive)